# كارل إف. أولريش
كارل إف. أولريش (بالإنجليزية: Carl F. Ullrich)‏ هو ضابط أمريكي، ولد في 23 يونيو 1928 في ريدجوود في الولايات المتحدة.